# Kvalifikace na Mistrovství světa ve fotbale 2026 (Mezikontinentální baráž)
Mezikontinentální baráž kvalifikace na Mistrovství světa ve fotbale 2026 se bude konat v březnu 2026. Na Mistrovství světa 2026 postoupí 2 týmy. Kvalifikaci bude hrát 6 týmů z pěti konfederací (z toho 2 z CONCACAF, UEFA má vlastní baráž). 

## Formát
- Budou se hrát 2 semifinále, každé o 2 týmech, vítěz postupuje do finále
- Budou se hrát 2 finále, v každém finále bude hrát vítěz semifinále a nasazený tým

## Kvalifikované týmy
(V závorce je uvedena pozice ve světovém žebříčku)
| Konfederace | Způsob kvalifikace                                                                                  | Datum kvalifikace  | Tým(y)               |
| ----------- | --------------------------------------------------------------------------------------------------- | ------------------ | -------------------- |
| AFC (Asie)  | Vítěz 5. kola (play-off)                                                                            | 18. listopadu 2025 |                      |
| CAF         | Vítěz 2. kola (play-off)                                                                            | listopad 2025      |                      |
| CONCACAF    | 1. místo v hodnocení týmů na 2. místech (3. kolo) 2. místo v hodnocení týmů na 2. místech (3. kolo) | 18. listopadu 2025 |                      |
| CONMEBOL    | 7. místo v tabulce                                                                                  | září 2025          |                      |
| OFC         | Finalista 3. kola                                                                                   | 24. března 2025    | Nová Kaledonie (152) |

## Baráž

### 1. Baráž

#### Semifinále
| březen 2026    |   |                |  |
| Nenasazený tým | : | Nenasazený tým |  |
|                |   |                |  |

#### Finále
| březen 2026  |   |                  |  |
| Nasazený tým | : | Vítěz semifinále |  |
|              |   |                  |  |

### 2. Baráž

#### Semifinále
| březen 2026    |   |                |  |
| Nenasazený tým | : | Nenasazený tým |  |
|                |   |                |  |

#### Finále
| březen 2026  |   |                  |  |
| Nasazený tým | : | Vítěz semifinále |  |
|              |   |                  |  |